# Henry Draper Catalogue

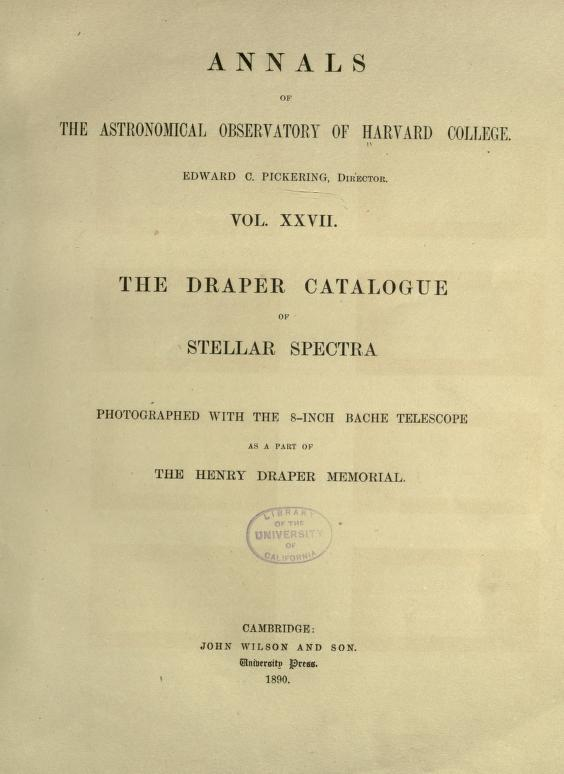
De Henry Draper Catalogus

De Henry Draper Catalogus (HD) is een stercatalogus die is gepubliceerd tussen 1918 en 1924, met spectroscopische classificaties van 225.300 sterren. De catalogus werd later uitgebreid met de Henry Draper Extension (HDE), die gepubliceerd is tussen 1925 en 1936 en die classificaties gaf voor 46.850 sterren, en met de Henry Draper Extension Charts (HDEC), die gepubliceerd is tussen 1937 en 1949, die classificaties gaf voor 86.933 sterren. In totaal zijn 359.083 sterren geclassificeerd.
De HD-catalogus is vernoemd naar Henry Draper, een amateurastronoom, en overdekt bijna de gehele hemel tot een schijnbare fotografische magnitude van ongeveer 9. De uitbreidingen voegden zwakkere sterren toe aan de catalogus in bepaalde delen van de hemel. Het samenstellen van de Henry Draper Catalogus maakte deel uit van een pionierswerk in het classificeren van sterspectra en de HD nummers van de sterren in de catalogus worden nog steeds gebruikt om sterren te identificeren.

## Geschiedenis
De oorsprong van de Henry Draper Catalogus dateert terug tot de vroegste fotografische studies van stellaire spectra. Henry Draper maakte de eerste foto van het spectrum van een ster toen hij in 1872 Wega fotografeerde. Daarna maakte hij meer dan honderd foto's van sterspectra tot zijn dood in 1882. In 1885 nam Edward Charles Pickering op het Harvard College Observatory de leiding over van de fotografische spectroscopie met behulp van objectief prisma's (waarbij van elke ster op een fotografische plaat een klein spectrum wordt gemaakt). In 1886 raakte de weduwe van Draper, Mary Anne Palmer Draper, geïnteresseerd in het onderzoek van Pickering en stemde erin toe het te financieren onder de naam Henry Draper Memorial. Pickering en zijn medewerkers begonnen toen het project om een objectief-prisma survey van de hemel te maken en de resulterende spectra te classificeren.
Een eerste resultaat van dit werk was de Draper Catalogue of Stellar Spectra, die gepubliceerd werd in 1890. Deze catalogus bevatte spectroscopische classificaties van 10.351 sterren, meest gelegen ten noorden van declinatie −25°. Het grootste deel van deze classificatie werd gedaan door Williamina Fleming. Bij deze classificatie werden de vroeger gebruikte Secchi klassen (I to IV) in meer specifieke klassen onderverdeeld, die letters van A tot N werden gegeven. De letter O werd gebruikt voor sterren waarvan de spectra hoofdzakelijk bestonden uit heldere lijnen, de letter P voor planetaire nevels, en de letter Q voor spectra die niet pasten bij de klassen A tot P. Er kwam geen N klasse ster in de catalogus voor en de enige ster van klasse O was de Wolf-Rayetster HR 2583.
| Secchi | Draper              | Commentaar                             |
| ------ | ------------------- | -------------------------------------- |
| I      | A, B, C, D          | Waterstoflijnen dominant.              |
| II     | E, F, G, H, I, K, L |                                        |
| III    | M                   |                                        |
| IV     | N                   | Komt niet voor in de catalogus.        |
| —      | O                   | Wolf–Rayet spectra met heldere lijnen. |
| —      | P                   | Planetaire nevels.                     |
| —      | Q                   | Andere spectra.                        |

In 1897 publiceerden Antonia Maury en Pickering een meer gedetailleerde studie van de spectra van heldere sterren op het noordelijk halfrond. Maury gebruikte classificaties met nummers van I tot XXII; de groepen I tot XX kwamen overeen met de onderverdelingen van de klassen B, A, F, G, K, en M, terwijl XXI en XXII correspondeerden met de types N en O. Zij was de eerste die B-sterren op hun huidige positie voor de A-sterren in de spectrale classificatie plaatste. 
In 1890 bouwde het Harvard College Observatory een observatorium in Arequipa (Peru) om de hemel op het zuidelijk halfrond te bestuderen, en een studie van heldere sterren op het zuidelijk halfrond werd in 1901 gepubliceerd door Annie Jump Cannon en Pickering. Cannon gebruikte de letter klassen van de Draper Catalogue of Stellar Spectra, maar liet alle letters weg behalve O, B, A, F, G, K, en M, die in deze volgorde gebruikt werden, evenals P voor planetaire nevels en Q voor enkele ongewone spectra. Zij gebruikte ook klassen zoals B5A voor sterren midden tussen klassen B en A, F2G voor sterren op een vijfde tussen F en G, enzovoort.
Tussen 1910 en 1915 veroorzaakten nieuwe ontdekkingen een toename in de interesse in sterclassificatie en het werk aan de Henry Draper Catalogue zelf begon in 1911. Tussen 1912 en 1915 classificeerden Cannon en haar medewerkers ongeveer 5.000 sterren per maand. De catalogus werd tussen 1918 en 1924 gepubliceerd in 9 delen van de Annals of Harvard College Observatory. De catalogus bevat ruwe posities, magnituden, spectraalklasse, en waar mogelijk identificaties in de Bonner Durchmusterung voor 225.300 sterren. Het classificatieschema dat gebruikt werd was eender aan het schema dat gebruikt was in het werk van Cannon uit 1901, behalve dat klassen B, A, B5A, F2G, enz, waren veranderd in B0, A0, B5, F2, enz. Naast de klassen O tot M, werd P gebruikt voor nevels en R en N voor koolstofsterren.
Pickering overleed op 3 februari 1919, en 6 delen van de catalogus werden overzien door Cannon. Cannon verkreeg spectraalklassen voor 46.850 zwakkere sterren in geselecteerde gebieden aan de hemel voor de Henry Draper Extension, die in zes delen gepubliceerd werd tussen 1925 en 1936. Zij ging door met het classificeren van sterren tot haar dood in 1941. De meeste van deze classificaties werden in 1949 gepubliceerd in de Henry Draper Extension Charts (het eerste deel hiervan was gepubliceerd in 1937.), die ook enkele classificaties bevatten van Margaret Walton Mayall die het werk leidde na de dood van Cannon.
De catalogus en de gerelateerde publicaties waren de eerste poging op op grote schaal spectraalklassen van sterren te bepalen, en dit leidde naar het schema van de Harvard classificatie van stellaire spectra dat tegenwoordig nog gebruikt wordt.
Sterren in de originele catalogus hebben een nummer tussen 1 en 225300 (voorvoegsel HD) en zijn genummerd in volgorde van toenemende rechte klimming voor epoche B1900. Sterren in de HD 'extension' hebben een nummer tussen 225301 en 272150 (voorvoegsel HDE) en sterren uit de HD 'extension charts' hebben een nummer tussen 272151 en 359083 (voorvoegsel HDEC). Echter vaak wordt alleen het voorvoegsel HD gebruikt.